# Léon Gambetta

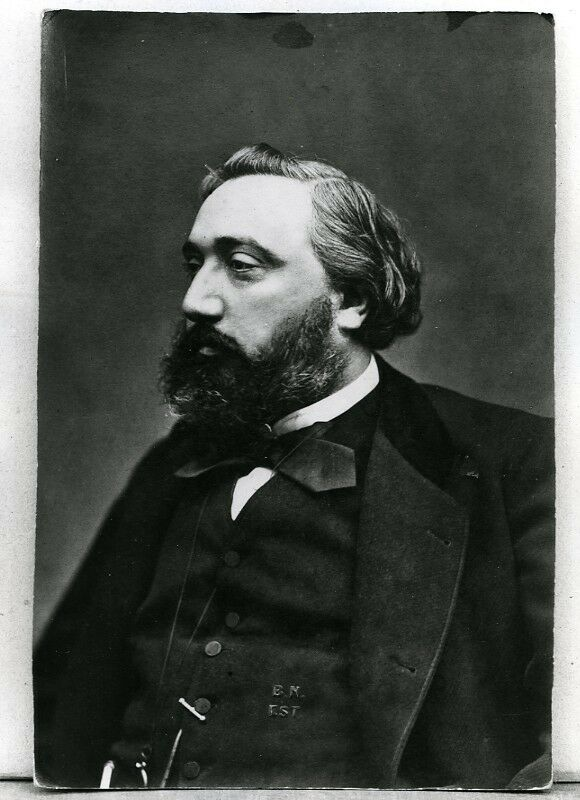
Léon Gambetta um 1870, Aufnahme Nadar

Léon Michel Gambetta (* 2. April 1838 in Cahors; † 31. Dezember 1882 in Ville-d’Avray bei Paris) war ein französischer Politiker. Er war einer der Gründungsväter der Dritten Republik und von 1881 bis 1882 Premierminister.

## Herkunft, Jugend und Beruf
Gambetta war Sohn eines Kaufmanns, der als Kind mit seinen Eltern aus Ligurien in die südfranzösische Kleinstadt Cahors eingewandert war, wo er ein kleines Lebensmittelgeschäft betrieb. Die Mutter stammte aus der Gascogne. Aufgrund der Herkunft seines Vaters war Léon Gambetta zunächst Untertan des Königreichs Sardinien-Piemont. Er besuchte das Kleine Seminar in Montfaucon, dann das Lycée in Cahors. Im Alter von 15 Jahren verlor Gambetta sein rechtes Auge, als er einem Messerschmied zusah und von einem abgebrochenen Bohrer getroffen wurde. Gambetta nahm 1859 die französische Staatsbürgerschaft an. Von 1857 bis 1860 studierte er Jura in Paris, erhielt die Licence en droit und wurde Anwalt. Als er 1868 den Journalisten Charles Delescluze in einem Gerichtsprozess verteidigte, wurde er als Gegner des Zweiten Kaiserreichs bekannt. 1869 wurde er in der Loge La Réforme in Marseille in den Bund der Freimaurer aufgenommen.

## Politik im Kaiserreich
1869 gewann er einen Sitz in der Nationalversammlung. Im Wahlkampf hatte er das „Programm von Belleville“ mitformuliert, das mit seinen weitreichenden Forderungen nach Freiheitsrechten zum grundlegenden Manifest der radikalen Linken wurde. Im Parlament schloss Gambetta sich der republikanischen Minderheit an, die Gegner des Deutsch-Französischen Krieges von 1870 war.

## Dritte Republik

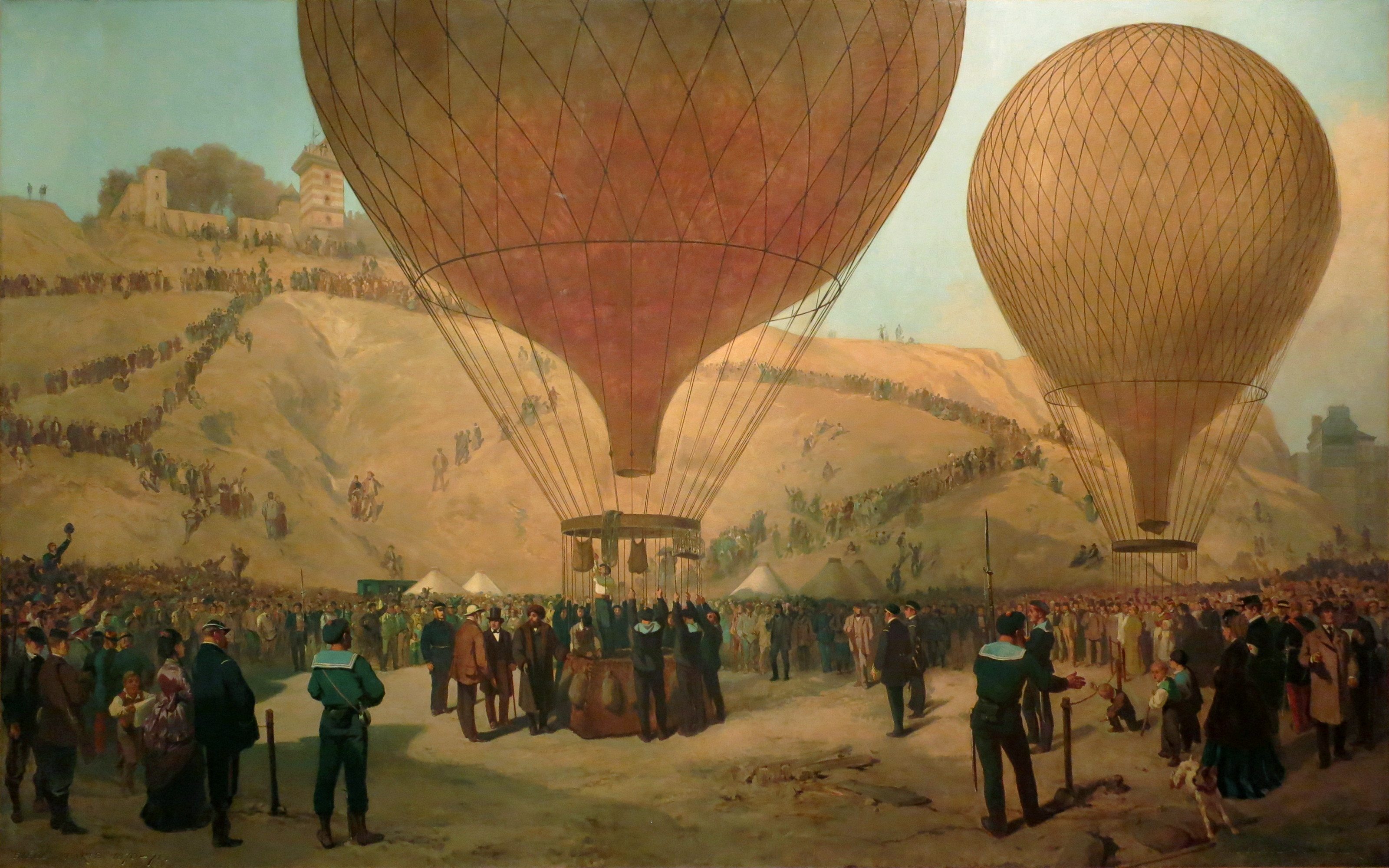
Gambetta setzte sich 1870 mit einem Ballon aus dem belagerten Paris ab, was dieses Gemälde von Jules Didier und Jacques Guiaud darstellt

Mit Jules Favre rief Léon Gambetta am 4. September 1870, nach der Niederlage bei Sedan und der Abdankung Kaiser Napoleons III., in Paris die Dritte Republik aus und wurde deren erster Innenminister. Am 7. Oktober 1870 wurde er von der Regierung der Nationalen Verteidigung beauftragt, den Krieg in der Provinz zu leiten. Gambetta verließ darauf das belagerte Paris in einem Ballon, aber sein Plan, die Hauptstadt zu befreien, scheiterte. In Tours organisierte er eine neue Regierung, die in Bordeaux zusammentreten sollte.
Als Paris am 28. Januar 1871 kapitulierte, befürwortete Gambetta die Fortsetzung des Krieges. Adolphe Thiers bezeichnete ihn deshalb als fou furieux (zornigen Verrückten). Schließlich musste Gambetta den Waffenstillstand akzeptieren und trat am 6. Februar 1871 von seinem Regierungsamt zurück. Nach dem Krieg war Gambetta ein entschiedener Vertreter des Revanchismus gegenüber Deutschland und prägte den Satz: „Toujours y penser, jamais en parler.“ („Immer daran denken, nie davon sprechen!“)

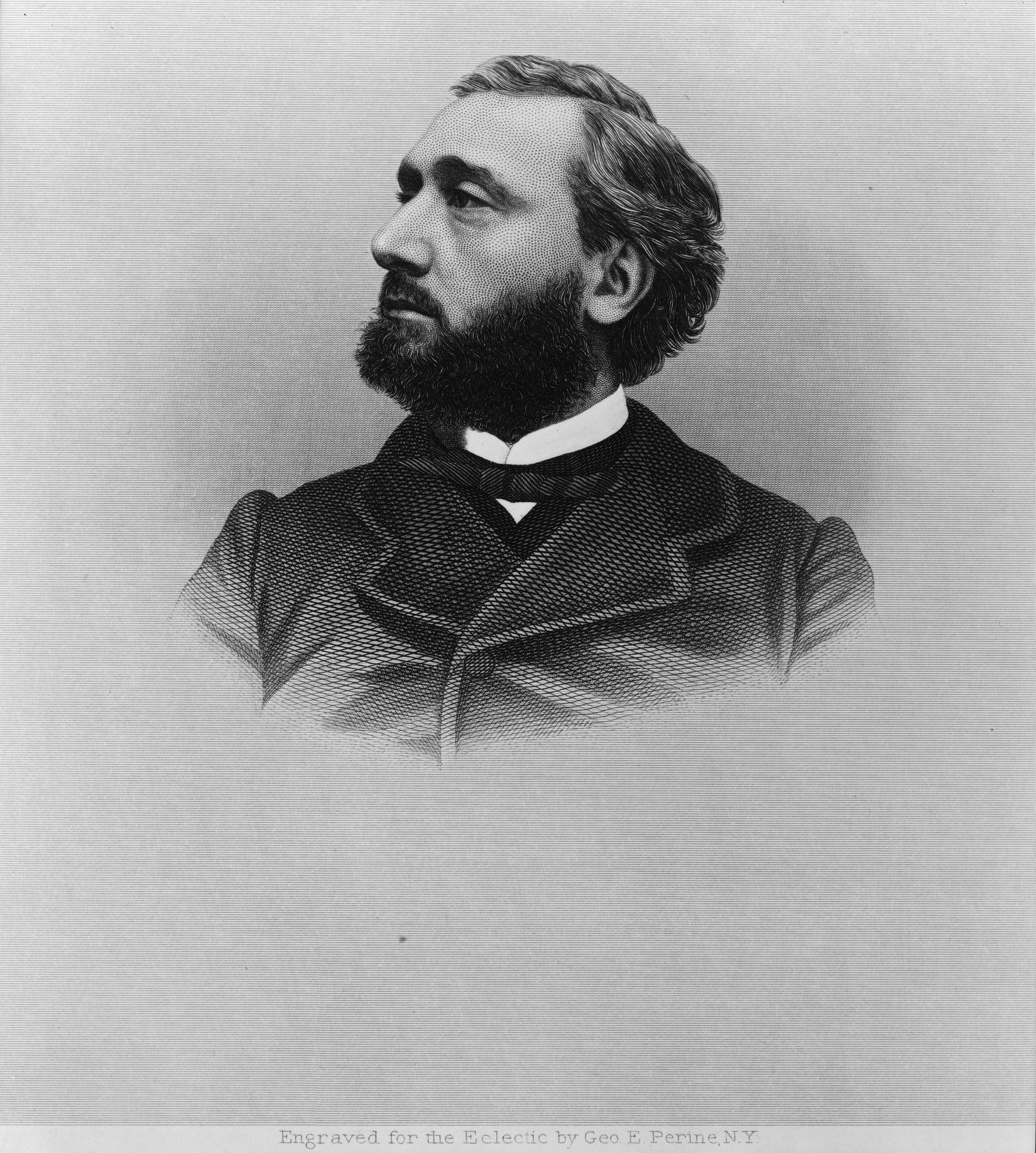
Léon Gambetta (Gravur, zwischen 1870 und 1885)

In der Nationalversammlung vertrat er vom 8. Februar bis zum 1. März 1871 das Département Bas-Rhin im Elsass; nach der Annexion durch die Deutschen gab er sein Mandat aus Protest zurück. Er zog sich einige Monate nach Spanien und in die Schweiz zurück und ließ sich am 2. Juli 1871 zum Abgeordneten für das Département Seine wählen. Er führte die Union républicaine, die kleinere und radikalere der beiden republikanischen Fraktionen. Im mehrheitlich monarchistisch gesinnten Parlament war er der wichtigste Vertreter der republikanischen Opposition. Zunehmend vertrat er moderatere Positionen, wodurch er zur Verabschiedung der Verfassungsgesetze von 1875 beitrug. Nach dem Sieg der Republikaner bei der Parlamentswahl 1876 betrieb Gambetta 1877/1878 den Sturz des royalistischen Staatspräsidenten Patrice de Mac-Mahon.

## Amtszeit als Premier und Tod
Von Januar 1879 bis Oktober 1881 war Gambetta Präsident der Kammer. Bei der Parlamentswahl 1881 wurde die von Gambetta geführte Union républicaine stärkste Kraft. Anschließend war Gambetta vom 14. November 1881 bis zum 27. Januar 1882 Präsident des Ministerrates (Premierminister), praktisch gleichzeitig amtierte er auch als Außenminister. Neben seiner eigenen Fraktion gehörte Gambettas Regierung auch die gemäßigt-republikanische Gauche républicaine an. Eine Koalition aus Rechten und radikalen Linken im Parlament stürzte Gambetta nach zweieinhalb Monaten im Amt wegen seines Versuchs, ein Listenwahlsystem einzuführen. Radikale und Sozialisten warfen ihm diktatorische Bestrebungen vor.

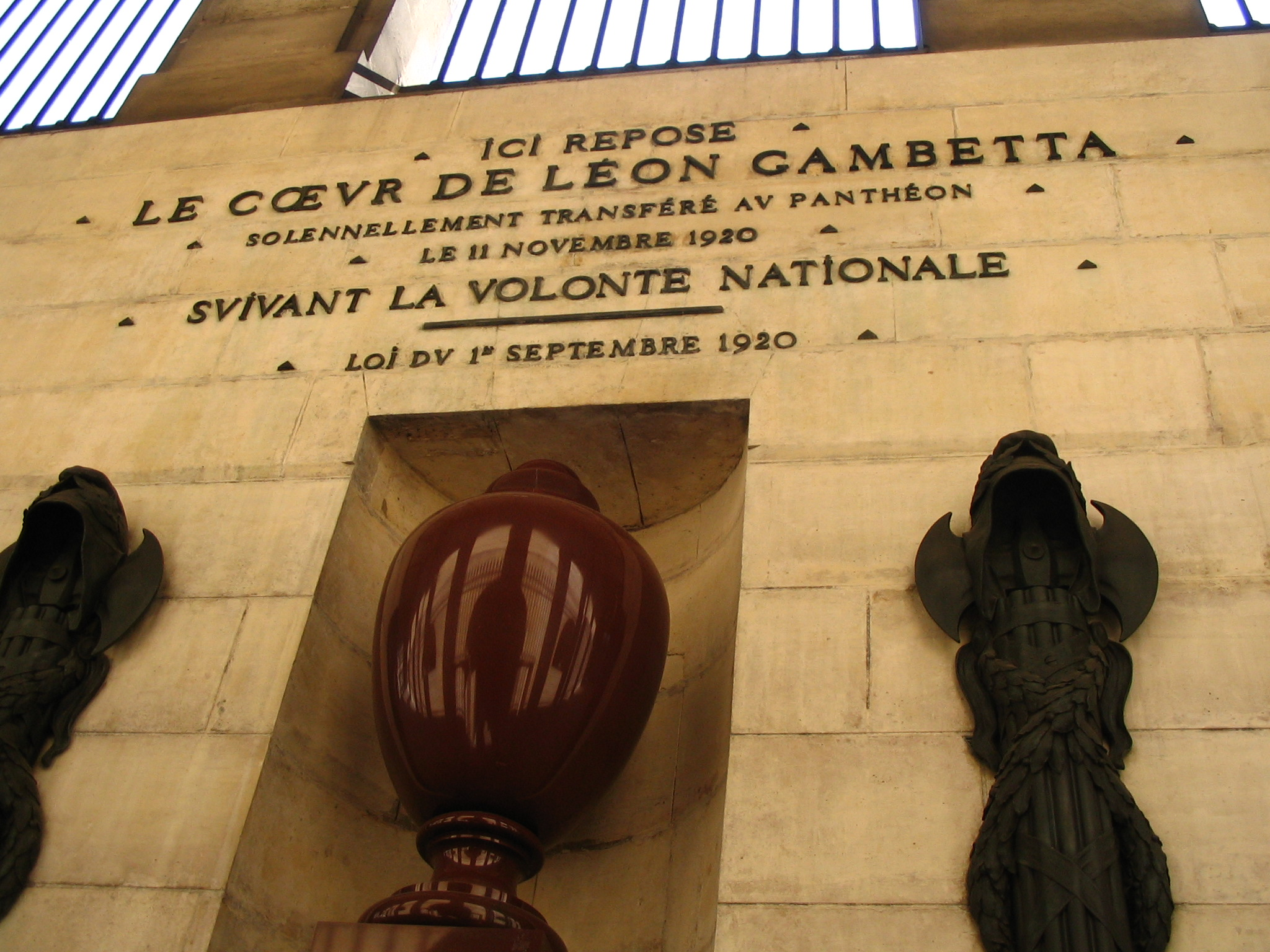
Das Herz Gambettas im Panthéon

Gambetta starb im Alter von 44 Jahren an einer Blutvergiftung infolge einer Verletzung seiner Hand. Gemäß offiziellen Berichten hatte er sich diese versehentlich beim Reparieren seiner Pistole zugezogen.

## Ehrungen
1888 wurde ein 27 Meter hohes Denkmal in Form einer Steinpyramide im Jardin des Tuileries enthüllt. Die Bronzeallegorien wurden allerdings während der  deutschen Besetzung Frankreichs eingeschmolzen. Der Rest wurde schließlich im Jahr 1954 entfernt. Die Überreste der Statue Gambettas an der Steinpyramide wurden 1982 anlässlich seines 100. Todestages im 20. Arrondissement aufgestellt.
Am 11. November 1920 wurde Gambettas Herz in das Panthéon überführt, am selben Tag, als das Grabmal des unbekannten Soldaten unter dem Triumphbogen errichtet wurde.
Gambetta wurde posthum durch zahlreiche Denkmäler und Benennungen geehrt. In Frankreich gibt es 1501 Straßen, die nach ihm benannt sind; damit steht er in der Rangliste der nach Personen benannten Straßen auf dem 6. Platz. Auch eine Pariser Metro-Station trägt seinen Namen.
Der Panzerkreuzer Léon Gambetta der französischen Marine wurde 1901 nach ihm benannt. Die Versenkung dieses Schiffes 1915 mit fast 700 Toten gilt als eine der größten Marinekatastrophen Frankreichs im Ersten Weltkrieg.